# 四街道市歌
- 日本 > 千葉県 > 四街道市 > 四街道市歌
- 日本 > 市町村 > 市町村歌 > 千葉県の市町村歌一覧 > 四街道市歌

「四街道市歌」（よつかいどうしか）は、千葉県四街道市が制定した市歌である。作詞・山崎馨、作曲・寺内昭。

## 解説
1960年（昭和35年）に印旛郡四街道町の町制施行5周年を記念して制定された。作曲者の寺内昭は千葉大学教授で県立四街道高校応援歌「この一戦」や、市内の複数の小学校の校歌も作曲している。
当初は「四街道町歌」（よつかいどうちょうか）の表題であったが、1981年（昭和56年）に四街道町が単独で市制施行して四街道市となったことに伴い「四街道市歌」へ改題された。市の公式サイト上に紹介は無く、2012年（平成24年）刊行の『全国 都道府県の歌・市の歌』には掲載されていない。
四街道市に関連する楽曲としては町制時代の1969年（昭和44年）に町民音頭として選定され市制施行後も引き継がれた「四街道音頭」があり、クラウンレコードがA面に葵ひろ子が歌唱する「四街道音頭」と安藤由美子が歌唱する新民謡「花子さん」、B面にクラウン合唱団が歌唱する「四街道町歌」とクラウン男声合唱団が歌唱する軍歌「砲兵の歌」を収録したコンパクト盤（規格品番：7LPR-168）を製造している。